# Морска оса
Морската оса (Chironex fleckeri), известна още като кубовидната медуза, пожар медуза или медуза жило е отровен вид медуза от клас Кубомедузи (на английски: Box jellyfish) живееща в крайбрежните води на Северна Австралия и Нова Гвинея на север до Филипините и Виетнам.
Благодарение на пипалата си, морската оса се придвижва изключително бързо и е почти невидима. Има размер на баскетболна топка. Има близо 60 пипала, които могат да достигнат до 3 m.
Морската оса е най-отровното морско създание, познато на науката. Във всяко от пипалата има токсин, който може да убие около 60 души. Смъртта настъпва за по-малко от 5 минути. От 1884 г. насам са регистрирани най-малко 5567 смъртни случая, причинени от морската оса. Отровата в пипалата на медузата бързо попада в кръвообръщението. Освен силни болки тя предизвиква затруднено дишане, аритмия или спиране на сърцето.